# Eustomias gibbsi
Eustomias gibbsi är en fiskart som beskrevs av Johnson och Rosenblatt, 1971. Eustomias gibbsi ingår i släktet Eustomias och familjen Stomiidae. Inga underarter finns listade i Catalogue of Life.